# Alimmainen Aittajärvi
Alimmainen Aittajärvi eller Alimmainen Aittojärvi är en sjö i kommunen Enare i landskapet Lappland i Finland. Sjön ligger 155,2 meter över havet. Arean är 40 hektar och strandlinjen är 8,23 kilometer lång. Sjön  ingår i Pasvik älvs huvudavrinningsområde.   Den ligger omkring 350 kilometer norr om Rovaniemi och omkring 1000 kilometer norr om Helsingfors. 